# Eleições legislativas portuguesas de 1868
As eleições legislativas portuguesas de 1868 foram realizadas nos dias 22 de março e 12 de abril.

## Resultados Nacionais
| ↓        |                        |
| 142      | 22                     |
| Oposição | Fusão (governamentais) |

| Partido                        | Partido                        | Partido             | Votos        | %         | Deputados | +/-   |       |
| ------------------------------ | ------------------------------ | ------------------- | ------------ | --------- | --------- | ----- | ----- |
|                                |                                | Partido Reformista  |              |           |           |       |       |
|                                | Partido Avilista               |                     |              |           |           |       |       |
| Oposição (Total)               | Oposição (Total)               |                     | 68,0 / 100,0 | 142 / 177 |           |       |       |
|                                |                                | Partido Regenerador |              |           | 13 / 177  |       |       |
|                                | Partido Histórico              |                     |              | 9 / 177   |           |       |       |
| Fusão (governamentais) (Total) | Fusão (governamentais) (Total) |                     | 32,0 / 100,0 | 22 / 177  |           |       |       |
| Fonte                          | Fonte                          | Fonte               | [ 1 ]        | [ 1 ]     | [ 1 ]     | [ 1 ] | [ 1 ] |

### Gráfico
| Gráfico dos resultados | Gráfico dos resultados | Gráfico dos resultados | Gráfico dos resultados | Gráfico dos resultados |
| ---------------------- | ---------------------- | ---------------------- | ---------------------- | ---------------------- |
|                        |                        |                        |                        |                        |
| Oposição               | Oposição               |                        | 68%                    | 68%                    |
| Fusão                  | Fusão                  |                        | 32%                    | 32%                    |

Nota: o número de deputados eleitos de cada força política correspondem apenas ao eleitos no continente e nas ilhas.